# Rennweg, Trg
Rennweg je naselje v Občini Trg v Okraju Trg na Koroškem v Avstriji.